# 1032 بافيوري
1032 Pafuri هو كويكب، يقع ضمن حزام الكويكبات. اكتشف في 30 مايو 1924. وقد اكتشفه هاري وود.

## روابط خارجية
- 1032 بافيوري في قاعدة بيانات مختبر الدفع النفاث لأجرام النظام الشمسي الصغيرة

- الاكتشاف · مخطط المدار ·  العناصر المدارية · المعلمات المادية

- 1032 بافيوري على موقع ويكي سكاي: DSS2, SDSS, GALEX, IRAS, Hydrogen α, X-Ray, Astrophoto, Sky Map, Articles and images